# Língua tigrínia
O tigrinha ou tigrínia (ትግርኛ, transl. tigriññā) é uma língua semítica etiópica falada pelo povo tigrínio, da região homônima do norte da Etiópia e da Eritreia, onde é a língua nacional, e entre emigrantes destas regiões residentes em Israel (os Beta Israel).

## História
O mais antigo exemplo escrito do tigrínia é um texto sobre legislação local no distrito de Logosarda, no sul da Eritreia, que data do século XIII.
Na mesma Eritreia, durante o domínio britânico, o Ministro da Informação mandou publicar um jornal semanal em tigrínia, vendendo 5 mil cópias por semana - primeiro periódico impresso no idioma.
Até antes do curto tempo em que a Eritreia formou uma federação com a Etiópia, a língua tigrínia, junto com o árabe, foi a língua oficial do país. Em 1958, antes da anexação, foi substituída pelo amárico. Desde a independência da Eritreia em 1993, o tigrínia mantém-se com o status de "língua de trabalho" dessa nação, sendo o único estado onde é reconhecida num nível nacional.

## Falantes
Não há uma denominação definida para os falantes do tigrínia. Um nativo da Região Tigré do norte da Etiópia é referido em tigrínia como tigrāwāy ("homem"), tigrāweytī ("mulher"), tigrāwōt, tegaru (plural).
Na Eritreia, os falantes do tigrínia são oficialmente conhecidos como Bihér-Tigrigna, cujo significado é "nação dos falantes de tigrínia", sendo que Bihér a rigor significa "nação" no sentido étnico, tanto no tigrínia quanto nas línguas tigré, amárica, e ge'ez, originadas do tigrínia. Os muçulmanos que são falantes nativos do tigrínia são chamados de Jeberti, uma palavra de origem árabe para africanos convertidos ao Islão e é também usado para um sub-clã somali.
Na Etiópia, o tigrínia é a terceira língua mais falada, depois do amárico e do oromo. É a língua mais falada na Eritreia, sendo falada também em comunidades de emigrantes noutros países, tais como o Sudão, Arábia Saudita, Estados Unidos, Alemanha, Itália, Reino Unido, Canadá e Suécia.
Os diversos dialetos do tigrínia apresentam variações fonéticas, léxicas e gramaticais. Nenhum dialeto é aceito como sendo o padrão.

## Escrita
A escrita tigrínia é derivada da escrita ge'ez, tendo aparecido pela primeira vez escrita no século XIII.
É um abugida, onde cada uma das 37 consoantes sofrem pequenas modificações no seu símbolo para indicar cada uma das possíveis 7 vogais associadas (E, U, I longo, A, IE, O, "I" quase mudo, curto). Quatro das consoantes (kwa, qwa, kxwa, khwa) não se associam com as vogais U ou O). A consoante kwa não se associa com U, O ou I curto.
Há caracteres para cinco diferentes pontuações: a vírgula, o ponto final e três tipos de dois pontos. O ponto de interrogação tinha um símbolo próprio, que não é mais usado. Existem símbolos próprios para os numerais de 1 até 10 e para as dezenas inteiras de 20 até 100.

## Fonologia

### Consoantes
O tigrínia tem um significativo número de fonemas para uma língua semítica etiópicas. Apresenta diversas consoantes ejetivas.
São sete os seus fonemas vocálicos. Diferentemente das línguas semíticas etiópicas modernas, o tigrínia apresenta duas consoante faringais, que aparentemente vieram da antiga língua ge'ez. Outra diferença do tigrínia para as demais línguas correlatas (como o amárico) é a consoante [x'], velar ou uvular ejetiva fricativa (a língua tigré, no entanto, também mantém as consoantes faringeais).
As tabelas abaixo mostram os fonemas do tigrínia: A consoante /v/ aparece entre parênteses, pois ocorre somente nas palavras recentemente vindas de línguas europeias. As consoantes fricativas [x], [xʷ], [x'], [xʷ'] ocorrem como alofones.
|                    |              | Bilabial/ Labiodental | Dental | Palato-alveolar/ Palatal | Velar | Velar | Faringal | Glotal |
| Simples            | Labialização | Bilabial/ Labiodental | Dental | Palato-alveolar/ Palatal |       |       | Faringal | Glotal |
| ------------------ | ------------ | --------------------- | ------ | ------------------------ | ----- | ----- | -------- | ------ |
| Nasal              | Nasal        | m                     | n      | ñ [ɲ]                    |       |       |          |        |
| Consoante oclusiva | Surda        | p                     | t      | č [tʃ]                   | k     | kʷ    |          | ’ [ʔ]  |
| Consoante oclusiva | Sonora       | b                     | d      | ǧ [dʒ]                   | g     | g     |          |        |
| Consoante oclusiva | Ejetiva      | pʼ                    | tʼ     | č' [tʃʼ]                 | k'    | kʷ'   |          |        |
| Fricativa          | Surda        | f                     | s      | š [ʃ]                    | (x)   | (xʷ)  | ḥ [ħ]    | h      |
| Fricativa          | Sonora       | (v)                   | z      | ž [ʒ]                    |       |       | ‘ [ʕ]    |        |
| Fricativa          | Ejetiva      |                       | sʼ     |                          | (x')  | (xʷʼ) |          |        |
| Aproximante        | Aproximante  |                       | l      | y [j]                    |       | w     |          |        |
| Rótica             | Rótica       |                       | r      |                          |       |       |          |        |

### Fonemas vocálicos
|         | Anterior | Central | Posterior |
| ------- | -------- | ------- | --------- |
| Fechada | i        | ə [ɨ]   | u         |
| Média   | e        | ä [ɐ]   | o         |
| Aberta  |          | a       |           |

### Geminação
A geminação (extensão) das consoantes, o fato de dobrar o som das mesmas, é bem significativo no tigrínia por alterar o significado de palavras. Essa geminação é muito importante na morfologia dos verbos, sendo também acompanhada de outras marcas. São poucos os pares de palavras diferenciadas entre si pela geminação. Exemplo: /kʼɐrrɐbɐ/, ("produzir", "causar"); /kʼɐrɐbɐ/, ("aproximar"). Todas as consoantes, com exceção das faringais e glotais, podem apresentar geminação.

### Alofones
As consoantes velares /k/ e /kʼ/ são pronunciadas de forma diferente quando aparecem imediatamente após uma vogal e não são geminadas. Desse modo, a vogal /k/ é pronunciada como uma velar fricativa. Já /kʼ/ é pronunciada como africativa às vezes; essas fricativas ou africativas são pronunciadas mais de forma posterior, na localização uvular de articulação (embora seja representada aqui como [xʼ]). Todas essas possíveis percepções (velar ejetiva fricativa, uvular ejetiva fricativa, velar ejetiva africativa e uvular ejetiva africativa) são sons muito raros na forma translinguística.
Como esses dois sons são inteiramente condicionados nos seus ambientes, podem ser ainda considerados como alofones de /k/ e /kʼ/. Isso fica especialmente claro nas raízes de verbos nas quais uma consoante é percebida como um ou outro alofone, dependendo do que precede a mesma. Como exemplo, o verbo que significa "chorar", que tem uma raiz de três consoantes, |bky|, pode assumir formas como /məbkaj/ ("chorar") e /bɐxɐjɐ/ ("ele chorou"). Para o verbo que significa "roubar", que tem também uma raiz tricosonontal, srkʼ, existem formas como /jəsɐrkʼu/ ("eles roubam") e /jəsɐrrəxʼ/ ("ele rouba").
O que é especialmente marcante sobre esses pares de fonemas é que eles quase não são diferenciados na grafia do tigrínia. Como esses alofones são totalmente previsíveis e conhecidos, os mesmos não são usualmente expressos com símbolos diferentes na forma escrita da língua.

### Sílabas
As sílabas no tigrínia são formadas por consoante-vogal ou por consoante-vogal-consoante. Quando três consoantes (ou uma consoante geminada e uma simples) aparecem juntas numa palavra, esse conjunto consonantal é "quebrado" pela introdução de uma vogal (epêntese) /ə/. Quando duas constantes (ou uma geminada) ficam no fim de uma palavra, a vogal /i/ aparece depois dessas duas consoantes; quando isso mesmo ocorre devido à presença de um sufixo, ə é introduzido antes do sufixo.
Exemplos:
- käbdi "estômago", ləbbi "coração"
- -äy "meu", käbdäy "meu estômago", ləbbäy "meu coração"
- -ka "seu (dele)", käbdəxa "seu (dele) estômago", ልብኻ ləbbəxa "seu (dele) coração"
- -n...-n 'e', käbdən ləbbən "estômago e coração"

A tonicidade não é nem contrastiva, nem particularmente especial, no tigrínia; parece depender da geminação, mas isso ainda não foi investigado sistematicamente.

## Gramática

### Principais características
Gramaticalmente, é tipicamente uma língua semítica etiópica em vários aspectos:
- Os substantivos do tigrínia são masculinos ou femininos, sendo que a maior parte dos seres inanimados não apresentam gênero.
- Os substantivos apresentam número gramatical, distinguindo entre singular e plural, porém, o plural não é obrigatório quando o contexto gramatical ou mesmo pragamático deixa claro esse número. Como também ocorre no tigré, em ge'ez e no árabe, o plural pode ser formado por transformações internas na palavra, em plurais "quebrados", ou ainda por afixos (sufixos/prefixos. Como exemplo, temos: färäs, "cavalo" e ’afras, "cavalos".
- Adjetivos apresentam variações similares às dos substantivos. A maioria, como no tigré e no ge'ez, têm formas diferentes para masculino, feminino e para o plural comum aos gêneros: s'ǝbbux', "bom" (masc.sg.), s'ǝbbǝx'ti "boa" (fem.sg.)', ጽቡቓት s'ǝbbux'at "bons"/"boas" (pl.)
- A concordância verbal com os pronomes e os sujeitos, apresenta variações para gênero tanto na terceira pessoa, como na segunda pessoa. Exemplo: täzaräb "fale!" (masc.sg.)', täzaräbi "fale!" (fem.sg.).
- Adjetivos possessivos se apresentam como sufixos dos substantivos: gäza "casa", ገዛይ gäza-y "minha casa", gäza-xi "tua (fem.sg) casa".
- Verbos se baseiam nas raízes consonantais, geralmente consistindo de três consoantes. Exemplos: {sbr} "quebra", säbärä "ele quebrou", yǝsäbbǝr "ele quebra", ምስባር mǝsbar "quebrar".
- O tempo gramatical se apresenta dom distinção entre o perfeito, conjugado com sufixos que indicam o passado, e o imperfeito, com o uso de prefixos, às vezes sufixos, para marcar o presente e o futuro: säbär-u "eles quebraram", yǝ-säbr-u "eles quebram".
- Há um gerúndio específico, como ocore em ge'ez e em amárico, com sufixos para ligar os verbos dentro da frase: gädifka täzaräb "pare (com isso)" e "fale (masc.sg.)".
- Há também o modo jussivo/imperativo, similar ao imperfeito: yǝ-sbär-u "Deixe-os quebrar".
- As vozes passiva e reflexiva são obtidas por derivação morfológica (mudanças internas à raiz do verbo ou por sufixos). Isso também ocore para indicar os modos causativo, frequentativo, recíproco ou recíproco-causativo: fälät'-u "eles conhecem", ተፈልጡ tä-fält'-u "eles foram (re)conhecidos", ’a-fält'-u "eles fizeram conhecer (apresentaram)", ተፋለጡ tä-falät'-u "eles se conheceram (reciprocamente)", ’a-f-falät'-u "eles fizeram de conhecer (um a o outro)".
- Os verbos tomam objeto direto e pronome aposicional por sufixos: fälät'ä-nni "ele me conhece", ፈለጠለይ fälät'ä-lläy "ele conheceu para mim".
- A negação é expressa pelo prefixo ay- e, numa sentença não subordinada, pelo sufixo -n: ay-fälät'ä-n "ele não soube".
- O verbo de "ligação" (equivalente Ser - Estar) e o que indica existência são iregulares no Presente: ’allo "existe", "ele existe", ǝyyu "ele é", yällän ou yälbon "não existe", "ele não existe", aykʷänän "ele não é", näbärä "ele existiu", "ele era, havia', yǝ-xäwwǝn "ele será", ይነብር yǝ-näbbǝr "ele vai existir", "haverá".
- O verbo de existência junto com sufixos de objeto para quem possui algo pode expressar a posse ou a necessidade/obrigação de se fazer algo: ’allo-nni "Eu tenho que..", "Eu preciso" (lit. "há (ou é) para mim")
- As orações relativas (que começam com "que", "o qual", etc) são expressas por prefixo junto ao verbo: zǝ-fälät'ä "que (o qual) soube"
- São muito comuns frases partidas, com orações relativas seguindo o verbo de ligação: män ǝyyu zǝ-fälät'ä "quem soube" (lit. "quem é ele que soube?").
- A forma acusativa para objeto direto definido é marcada pelo prefixo nǝ-. ḥagʷäs nǝ’almaz räxibuwwa "Hagos encontrou Almaz".
- Como nas línguas semíticas etíopes atuais, a forma básica das sentenças é Sujeito-Objeto-Verbo. Geralmente, os modificadores de substantivos (adjetivos, por exemplo) ficam antes dos mesmos.

### Peculiaridades gramaticais
A língua tigrínia difere das demais semíticas etiópicas em vários aspectos:
- Para os pronomes de segunda pessoa há uma forma vocativa separada, usada para chamar a atenção do interlocutor: nǝssǝxa "você" (masc.sg.), ኣታ ’atta "(ei) você" (masc.sg.).
- Há um artigo definido relacionado ao adjetivo demonstrativo, que significa "aquele(a)": ’ǝta gʷal "A menina".
- O gerúndio pode ser usado no passado, também como em uma função de ligação, como ocorre no ge'ez e no amárico: täzaribu "(ele) falando", "(ele) falou".
- As perguntas "Sim-Não" são marcadas pela partícula ዶ, do, que se segue à palavra questionada: ḥaftäydo rǝ’ixi "você (fem.sg.) viu minha irmã?".
- O circunfixo negativo para verbos ay-(antes) -n(depois do verbo) pode também marcar substantivos, pronomes e adjetivos: ay-’anä-n "eu não", ኣይዓብይን ay‘abǝy-ǝn "não grande"
- O sistema de tempos/aspectos é extremamente complexo, com muitas nuances sendo obtidas pelas trê combinações de tempos e aspectos: perfeito, imperfeito, gerúndio; e vários verbos auxliares, dentre os quais os de ligação (ǝyyu, etc.), o de existência (’allo, etc.) e os verbos näbärä "existir", "viver", konä "tornar-se", ጸንሔ s'änḥe "ficar".
- Há preposições compostas correspondendo a pósposições e preposições compostas, similares às do amárico: ab lǝ‘li ‘arat "na (sobre a) cama", ab tǝḥti ‘arat "sob a cama"
- Ao contrário do que ocorre nas demais línguas semíticas etiópicas, o tigrínia tem apenas um conjunto de sufixos verbais para objeto, que são usados tanto para o caso dativo, como para o benefativo, locativo e o adversativo: täx'ämmit'a-llu' "ela sentou-se para ele", ou "ela sentou-se sobre ele", ou "ela sentou-se em seu detrimento".

## Amostra de texto
Transliterado
Bəmäns̤ər kəbrən mäsälen kulom säbat əntəwläṣu näs̤an maʿərän əyom. Məstəwʿalen ḥəlenan zətäʿadälom bəməxʷanom bəḥəwnätawi mänfäs kətäḥalaläyu aläwom.
Tradução
Todos os seres humanos nascem livres e iguais em dignidade e direitos. São providos de razão e consciência e devem agir uns em relação aos outros num espírito de fraternidade. (artigo 1 da Declaração Universal dos Direitos do Homem)